# Got7
„Got7“ (на корейски: 갓세븐, често изписвано като GOT7) e южнокорейска (кей поп) музикална момчешка група, сформирана от компанията „JYP Entertainment“.
Състои се от 7 членове: Джейби, Марк, Джаксън, Джинйонг, Йонгдже, БемБем и Югьом. Групата дебютира през януари 2014 г., когато издава първия си мини албум Got It?, който се класира на второ място в класацията Gaon Album Chart и на първо в Billboard's World Albums Chart. Got7 придобива популярност благодарение на сценичните си изпълнения, включващи елементи на трикинг.
В края на 2014 г. Got7 подписва договор със Sony Music Entertainment Japan и дебютира в Япония със сингъла „Around the World“. След месец групата се завръща в Южна Корея, за да издаде първия си официален студиен албум Identify, изкачвайки се на върха на националните музикални класации. През 2015 г. излизат мини албумите Just Right и Mad, част от които е най-успешният сингъл на Got7, „Just Right“. През 2016 г. издават първия си официален японски студиен албум Moriagatteyo, дебютирайки на трето място в Oricon Albums Chart. По-късно издават петия си корейски мини албум Flight Log: Departure, както и студийния албум Flight Log: Turbulence, който се изкачва на върха на класациите. През 2017 г. Got7 издават шестия си мини албум Flight Log: Arrival, част от който е сингълът „Never Ever“. Мини албумът е третата и последна част от трилогията Flight Log, считан за най-успешния от трите албума, от който са продадени над 300 000 копия. Още същата година групата издава седмия си мини албум 7 for 7, който включва хитовия сингъл „You Are“. Осмият мини албум Eyes On You излиза през март 2018 г., а продажбите надминават 300 000 копия. В края на 2018 г. е издаден третият студиен албум на Got7, озаглавен Present: You, главният трак на който се изкачва на върха на световните класации.

## История

### 2009 – 2013: JJ Project и сформиране на Got7
През 2009 г. Джейби и Джинйонг стават част от JYP Entertainment, след като са одобрени на кастинг. През 2010 г. Марк и БемБем са намерени съответно в Лос Анджелис, САЩ и Банкок, Тайланд и поканени от членове на компанията да се присъединят към нея. През същата година Югьом се присъединява като „трейни“ (музикант, който се обучава от няколко месеца до няколко години преди да дебютира), след като му бива предложена тази възможност в училището за танци, което посещава по това време. През декември Джаксън е одобрен на международния кастинг на JYP в Хонг Конг, но започва периода си на обучение през лятото на 2011 г.
Джейби и Джинйонг (тогава познат като Джуниър) извършват актьорския си дебют през 2012 г. в телевизионната драма Dream High 2. През май дебютират като поп дуета JJ Project със сингъла „Bounce“. Дуото се изявява отново през 2013 г. в сериала When a Man Falls in Love.
През това време Марк, Джаксън, БемБем и Югьом се подготвят за дебюта си като група. Квартетът се появява на телевизионните екрани за първи път в четвъртия епизод на риалити програмата Who is Next: WIN, който се излъчва на 6 септември 2013 г. Последният член, който се присъединява към групата, е Йонгдже, който е „трейни“ в продължение едва на седем месеца.

### 2014: Дебют с Got It?, Got Love, Identify и Around the World
JYP Entertainment обявява сформирането на Got7 на 1 януари 2014 г. Името е вдъхновено от първоначалното име на групата g.o.d., Got6, което е използвано, когато като част от нея е планирал да дебютира главният изпълнителен директор на компанията, музикантът Пак Джинйонг. Got7 е първата момчешка група, сформирана от JYP след дебюта на 2PM през 2008 г. Първоначално Got7 е представена като хип-хоп група, която инкорпорира трикинг и брейк денс в представленията си. Този стил наподобява онзи на старшата група 2PM, известна с акробатичния си стил на танцуване. Got7 издава първия си мини албум Got It? на 20 януари 2014 г., който се изкачва на първо място в Billboard's World Albums Chart. Групата дебютира официално на сцената в музикалната програма M Countdown на 16 януари 2014 г., изпълнявайки дебютния си сингъл „Girls Girls Girls“. Скоро след дебюта си Got7 подписва договор със Sony Music Entertainment Japan и представя музиката си в Япония пред публика от 9000 фенове.
На 23 юни Got7 издава втория си мини албум Got Love с главния трак „A“, написан и композиран от Пак Джинйонг. Целта на албума е групата да покаже по-весел и колоритен имидж, разнообразявайки от типичната си брейк денс хореография. През ноември 2014 г. излиза първият официален студиен албум на Got7, Identify, както и музикалния клип към главния трак „Stop Stop It“. Identify е на първо място в класацията Gaon's Weekly Album Sales Chart през първата седмица и се издига до номер четири в Billboard's World Digital Songs Chart. През октомври групата провежда първото си турне в Япония, „Got7 1st Japan Tour 2014“, и прави японския си дебют на 22 октомври със сингъла „Around the World“, включващ хип-хоп песента „So Lucky“, композирана и написана от Джун Кей, член на 2PM.

### 2015: Love Train, Just Right, Laugh Laugh Laugh и Mad
През януари Got7 печели наградата за дебют (New Artist Award) на 29-ите награди „Златен диск“ и на 24-тите Музикални награди в Сеул. През същия месец групата играе в свой собствен уеб сериал, Dream Knight, с участието на актрисата Сонг Хаюн в главната женска роля. Сериалът разказва историята на момиче, което споделя мечтите и любовта си с група мистериозни момчета. Dream Knight има почти 13 милиона гледания и печели наградата „Най-добър сериал“, „Най-добър режисьор“ и „Най-добър издигащ се актьор“ на фестивала K-Web Fest през юли.
На 10 юни 2015 г. Got7 издава втория си японски сингъл „Love Train“, който дебютира на четвърто място в класацията Oricon Singles Chart. Заедно с песента излиза и допълнителната песен „O.M.G.“, както и инструменталните версии на двата трака. Третият мини албум на кей поп групата, Just Right, излиза на 13 юли 2015 г. Главният трак със същото име стига до номер 3 в класацията на Billboard за интернационални дигитални песни, задържайки се на тази позиция в продължение на две последователни седмици. На 2 април 2018 г. музикалният клип на „Just Right“ в YouTube достига 200 милиона гледания, което го превръща в първия клип на Got7, достигнал такива цифри.
Got7 издават третия си японски сингъл „Laugh Laugh Laugh“, заедно с песента „Be My Girl“ на 23 септември. Още през първата седмица са продадени повече от 35 000 копия.
Четвъртият корейски мини албум на групата, Mad, и главният трак от него излизат на 29 септември. На 23 ноември е издаден и първият „repackaged“ албум на Got7 Mad: Winter Edition, включващ допълнителните песни „Confession Song“, „Everyday“ и „Farewell“.

### 2016: Flight Log: Departure, Fly Tour и Flight Log: Turbulence
На 3 февруари 2016 г. Got7 издава първия си официален студиен японски албум Moriagatteyo. За композирането на главния трак е допринесъл Джанг Ууйонг, член на 2PM, а албумът включва и песен, композирана от Джун Кей, друг член на по-старата група. Moriagatteyo се класира на второ място в Oricon charts. В албума са включени и 12 оригинални японски песни, някои от които са част от първите три японски сингъла на Got7. Допълнителни песни са и японските версии на 4 корейски трака: „Girls Girls Girls“, „A“, „Stop Stop It“ и „Just Right“.
На 15 февруари 2016 г. Got7 и популярната група от същата компания, Twice, се превръщат в новите модни лица на NBA Style Korea. На 21 март 2016 г. излиза петият мини албум на Got7, Flight Log: Departure, заедно с главния трак „Fly“. На 31 март групата се превръща в първия корейски изпълнител след Сай, появил се в класацията Billboard's Artist 100 (на 88 място), изкачвайки се до номер 45. Flight Log: Departure дебютира на второ място в Billboard Heatseekers Album Chart, както и в Billboard World Albums Chart (интернационалната класация на Billboard за албуми). На 12 април 2016 г. в интернет пространството излиза „Home Run“, вторият главен трак от Flight Log: Departure – Джейби активно участва в писането и композирането на песента.
Got7 участва и в японската образователна телевизионна програма TV Hangul Course (на японски: テレビでハングル講座) по канала NHK Educational TV, където членовете на групата играят ученици от „Училището на Сун-Ок Ким“ и правят кратки скечове на хангъл всяка седмица. Появяват се текстове за тях в японските учебници. Got7 участва в програмата редовно в продължение на 2 години – до март 2018 г.
Got7 провежда първото си соло турне „Fly Tour“, започвайки с концерт в Сеул на 29 – 30 април и продължавайки в Китай, Япония, Тайланд, Сингапур и САЩ през лятото.
През първата половина на годината групата става официален модел на тайландската марка IT'S SKIN, както и на BAUSCH+LOMB и Est Cola. Като модели на BAUSCH+LOMB Марк, БемБем и Джинйонг, заедно с трима тайландски актьори участват в кратък филм, озаглавен „Sanctuary“ („Убежище“), който излиза на 11 май.
На 27 септември Got7 издава втория си студиен албум с името Flight Log: Turbulence, който се състои от 13 песни, една от които е главният трак „Hard Carry“. Членовете на групата допринасят с писането на текстовете на общо 11 песни от албума. Продадени са 200 000 копия в Южна Корея и над 2000 в САЩ, а албумът дебютира на първо място в Billboard's World Albums Chart.
На 16 ноември излиза първият японски мини албум на Got7, Hey Yah. Той заема третото място в Oricon chart и е първият японски албум, в чието композиране и писане са участвали членовете на групата. Включва и трак, композиран от Джанг Ууйонг (2PM), който и преди е работил с Got7.
„Fly“ се класира на 15 място в Billboard year-end World Albums chart (най-добрите интернационални албуми за годината според Billboard), което е първата поява на Got7 в тази класация. Групата е шеста в Billboard year-end World Albums Artists chart, превръщайки я в най-високо класираната след Би Ти Ес. До днес единствено Джи-Драгън, Шайни, 2NE1 и EXO са намерили място в класацията.

### 2017: Flight Log: Arrival, My Swagger, 7 For 7 и Turn Up
През февруари 2017 г. дарителската кампания G+ Star Zone отваря врати отново, декорирана с портрети на членовете на Got7, събирайки средства на името на групата за финансова помощ за деца в неравностойно положение.
На 13 март излиза третият албум в трилогията Flight Log, Flight Log: Arrival. От албума са продадени 220 000 копия само от предварителни онлайн поръчки, а 310 000 са продадени до месец април, надминавайки 230 000-те продадени копия на предишния албум, Flight Log: Turbulence. Flight Log: Arrival заема първото място в класациите на Gaon и Hanteo през март, както и в Billboard's World Album Chart.
На 24 май групата издава нов сингъл в Япония, „My Swagger“, който се изкачва на върха на Billboard's Japan Single Chart и на второ място в класацията на Oricon още в деня на излизането му.
На 10 октомври Got7 издава седмия си мини албум, озаглавен 7 for 7. Главният трак „You Are“ е съкомпозиран и написан от лидера на групата Джейби, но включва и песни, композирани от останалите членове. След публикуването на албума, „You Are“ е на първо място във всички музикални класации в Южна Корея в реално време.
На 15 ноември излиза вторият японски мини албум Turn Up. По същото време Got7 провежда турнето си в Япония с името „GOT7 Japan Tour 2017: Turn Up“. Това е първото турне, в което Джаксън не участва – заради здравословни проблеми и несъвместим график. Поради тази причина всички негови дейности в Япония са спрени, с изключение на специални случаи.
На 7 декември Got7 издава мини албума си 7 for 7 отново като „present edition“, но с празнична тематика и нови снимки на членовете. Заедно с това групата публикува и „пърформанс“ видеоклип на песента „Teenager“, композирана от Джейби.

### 2018: Eyes On You, второ световно турне, THE New Era и Present: You
На 9 март Got7 се превръща в почетен представител на Корейската национална агенция по огъня (Korea's National Fire Agency).
На 12 март групата се завръща с нова музика, като издава осмия си мини албум Eyes On You. Главният трак „Look“ е съкомпозиран и написан от Джейби. Останалите членове на Got7 също участват в продукцията на албума. „Look“ се задържа на върха на основните корейски класации в реално време, превръщайки се в най-успешния трак от дебюта на групата насам. Албумът е на първо място и в класацията на iTunes в 20 държави, както и в ежедневната класация на Hanteo за продажби на 12 март. „Look“ влиза в Gaon Download Chart под номер 3, а Eyes On You дебютира в класацията на Billboard за албуми на втора позиция. Продадени са повече от 300 000 копия в Южна Корея и албумът е официално обявен за платинен от Gaon Chart, както и от Корейската музикална асоциация (KMCA).
На 4 – 6 май започва второто световно турне на Got7, „2018 Eyes On You World Tour“, в Сеул. Турнето продължава през лятото, разпродавайки арени в Азия, Европа, Северна и Южна Амерка. Got7 се превръща в първата кей поп група, провела концерт в Барклис Център в Бруклин.
Едновременно с това през май и юни Got7 провежда турне в Япония, озаглавено „Got7 Japan Fan Connecting Hall Tour 2018: THE New Era“, промотирайки японския си сингъл „THE New Era“, излязъл на 20 юни. Сингълът се изкачва на върха на Oricon charts и Billboard Japan.
На 17 септември Got7 издава третия си студиен албум – Present: You. Главният трак „Lullaby“ е номер едно в големите корейски класации в реално време. Present: You се класира на първо място и в 25 държави според iTunes album charts. Промотирайки албума, Got7 се превръща в третата момчешка група, провела „comeback“ шоу по телевизионния канал, Фейсбук страницата и YouTube канала на Mnet. Така нареченото „Got7 Comeback Show“ излиза в ефир 2 часа след публикуването на албума. Present: You е обявен за платинен албум от Gaon Chart на 8 ноември 2018 г., след като са продадени над 250 000 копия.

### 2019: I Won't Let You Go,Jus2, Spinning Top, Love Loop и Call My Name
На 30 януари 2019 г. излиза третият японски мини албум на Got7, I Won't Let You Go, който дебютира на първата позиция в Oricon daily album chart, а са продадени около 23 000 физически копия.
На 13 февруари JYP Entertainment намеква за дебютирането на нов дует, съставен от членове на Got7, наречен Jus2. Музикалният видеоклип на песента „Focus on Me“ излиза на 4 март 2019 г., а на следващия ден е издаден и дебютният албум на дуета – Focus. Двамата изпълнители, Джейби и Югьом, провеждат „шоукейс“ турне, с което запознават феновете със съдържанието на албума, посещавайки градове като Макао, Токио, Тайпей и др.
Got7 издава деветия си мини албум, Spinning Top: Between Security & Insecurity, на 20 май 2019 г. Това дава началото на третото световно турне на групата, продължило от 15 юни до 26 октомври. Докато са в САЩ по време на турнето си, музикантите се превръщат в първите кей поп певци, участвали в предаването „Today Show“ на 26 юни, изпълнявайки песен от новия си албум.
На 31 юли излиза четвъртият японски мини албум на Got7, Love Loop, който дебютира на второ място в Oricon's daily albums chart. Впоследствие от албума са продадени над 15 000 копия, което го издига до първата позиция в класацията на 3 август. Турнето „Our Loop Tour“ се провежда от 30 юли до 18 август.
Десетият мини албум на групата, Call My Name, е издаден на 4 ноември 2019 г.

## Членове
- Марк
- Джейби
- Джаксън
- Джинйонг
- Йонгдже
- БемБем
- Югьом

- Марк Туан (на корейски: 마크), известен като Марк, род. 4 септември 1993 г.) – най-възрастният член. Лице на групата, основен трикър и основен рапър.
- Им Джебом (на корейски: 임재범), известен като Джейби (на корейски: 제이비), род. 6 януари 1994 г.) – лидер и водещ вокал.
- Джаксън Уанг (на корейски: 왕가이), известен като Джаксън (на корейски: 잭슨), род. 28 март 1994 г.) – основен рапър и трикър.
- Пак Джинйонг (на корейски: 박진영), известен като Джинйонг (на корейски: 진영), род. 22 септември 1994 г.) – водещ вокал, актьор.
- Чуе Йонгдже (на корейски: 최영재), известен като Йонгдже (на корейски: 영재), род. 17 септември 1996 г.) – основен вокал.
- Канпимук Пуакул (на тайски: กันต์พิมุกต์ ภูวกุล), известен като БемБем (на корейски: 뱀뱀), род. 2 май 1997 г.) – водещ танцьор и водещ рапър.
- Ким Югьом (на корейски: 김유겸), известен като Югьом (на корейски: 유겸), род. 17 ноември 1997 г.) – основен танцьор, вокал, суб-рапър и макне (най-млад).

## Дискография

### Студийни албуми
| Заглавие                                                                          | Информация | Пикови позиции в класациите | Пикови позиции в класациите | Пикови позиции в класациите | Пикови позиции в класациите | Пикови позиции в класациите | Пикови позиции в класациите | Пикови позиции в класациите | Пикови позиции в класациите | Продажби                              | Сертификати      |
| Заглавие                                                                          | Информация | Южна Корея                  | Белгия                      | Франция                     | Япония                      | Япония (Hot)                | Нова Зеландия               | САЩ (Hot)                   | Billboard World             | Продажби                              | Сертификати      |
| --------------------------------------------------------------------------------- | --- | --------------------------- | --------------------------- | --------------------------- | --------------------------- | --------------------------- | --------------------------- | --------------------------- | --------------------------- | ------------------------------------- | ---------------- |
| Identify                                                                          | - Издаден: 18 ноември 2014 г. (KOR) - Компания: JYP Entertainment - Формат: CD, дигитално разпространение      | 1                           | —                           | —                           | 47                          | —                           | —                           | —                           | 6                           | - KOR: 91 595 - JPN: 6482             |                  |
| Moriagatteyo                                                                      | - Издаден: 3 февруари 2016 г. (JPN) - Компания: Epic, Sony Music Japan - Формат: CD, дигитално разпространение | —                           | —                           | —                           | 3                           | 3                           | —                           | —                           | —                           | - JPN: 30 457                         |                  |
| Flight Log: Turbulence                                                            | - Издаден: 27 септември 2016 г. (KOR) - Компания: JYP Entertainment - Формат: CD, дигитално разпространение    | 1                           | 178                         | 136                         | 23                          | —                           | 6                           | 7                           | 1                           | - KOR: 242 719 - JPN: 7497 - US: 2000 |                  |
| Present: You                                                                      | - Издаден: 17 септември 2018 г. (KOR) - Компания: JYP Entertainment - Формат: CD, дигитално разпространение    | 1                           | 175                         | —                           | 12                          | —                           | —                           | 7                           | 3                           | - KOR: 326 754 - JPN: 12 419          | - KMCA: Платинен |
| „—“ обозначава албуми, които не са се класирали или не са достъпни в този регион. | |                             |                             |                             |                             |                             |                             |                             |                             |                                       |                  |

### Мини албуми
| Заглавие                                                                          | Информация | Пикови позиции в класациите | Пикови позиции в класациите | Пикови позиции в класациите | Пикови позиции в класациите | Пикови позиции в класациите | Пикови позиции в класациите | Пикови позиции в класациите | Пикови позиции в класациите | Продажби                                | Сертификати      |
| Заглавие                                                                          | Информация | Южна Корея                  | Австралия                   | Белгия                      | Япония                      | Япония (Hot)                | Нова Зеландия (Hot)         | САЩ(Hot)                    | Billboard World             | Продажби                                | Сертификати      |
| --------------------------------------------------------------------------------- | --- | --------------------------- | --------------------------- | --------------------------- | --------------------------- | --------------------------- | --------------------------- | --------------------------- | --------------------------- | --------------------------------------- | ---------------- |
| Got It?                                                                           | - Издаден: 20 януари 2014 г. (KOR) - Компания: JYP Entertainment - Формат: CD, дигитално разпространение                                                                                    | 2                           | —                           | —                           | 71                          | —                           | —                           | —                           | 1                           | - KOR: 61 488 - JPN: 6728               |                  |
| Got Love                                                                          | - Издаден: 23 юни 2014 г. (KOR) - Компания: JYP Entertainment - Формат: CD, дигитално разпространение                                                                                       | 1                           | —                           | —                           | 72                          | —                           | —                           | —                           | 6                           | - KOR: 68 018 - JPN: 6120               |                  |
| Just Right                                                                        | - Издаден: 13 юли 2015 г. (KOR) - Компания: JYP Entertainment - Формат: CD, дигитално разпространение                                                                                       | 3                           | —                           | —                           | 32                          | —                           | —                           | —                           | —                           | - KOR: 108 327 - JPN: 4347              |                  |
| Mad                                                                               | - Издаден: 30 септември 2015 г. (KOR) - Преиздаден (Mad Winter Edition): 23 ноември 2015 г. (KOR) - Компания: JYP Entertainment - Формат: CD, дигитално разпространение                     | 1                           | —                           | —                           | 39                          | —                           | —                           | 15                          | 1                           | - KOR: 133 758 - JPN: 7412              |                  |
| Flight Log: Departure                                                             | - Издаден: 21 март 2016 г. (KOR) - Компания: JYP Entertainment - Формат: CD, дигитално разпространение                                                                                      | 1                           | —                           | —                           | 21                          | —                           | —                           | 2                           | 2                           | - KOR: 184 392 - JPN: 7497 - US: 3000   |                  |
| Hey Yah                                                                           | - Издаден: 16 ноември 2016 г. (JPN) - Компания: Epic, Sony Music Japan - Формат: CD, дигитално разпространение                                                                              | —                           | —                           | —                           | 3                           | 2                           | —                           | —                           | —                           | - JPN: 42 602                           |                  |
| Flight Log: Arrival                                                               | - Издаден: 13 март 2017 г. (KOR) - Компания: JYP Entertainment - Формат: CD, дигитално разпространение                                                                                      | 1                           | 92                          | 182                         | 9                           | —                           | 8                           | 3                           | 1                           | - KOR: 336 171 - JPN: 7995              |                  |
| 7 for 7                                                                           | - Издаден: 10 октомври 2017 г. (KOR) - Преиздаден (7 for 7: Present Edition): 7 декември 2017 г. (KOR) - Компания: JYP Entertainment - Формат: CD, дигитално разпространение                | 1                           | —                           | 194                         | 20                          | —                           | 8                           | 6                           | 2                           | - KOR: 377 897 - JPN: 10 047            |                  |
| Turn Up                                                                           | - Издаден: 15 ноември 2017 г. (JPN) - Компания: Epic, Sony Music Japan - Формат: CD, дигитално разпространение                                                                              | —                           | —                           | —                           | 3                           | 4                           | —                           | —                           | —                           | - JPN: 55 505                           |                  |
| Eyes on You                                                                       | - Издаден: 12 март 2018 г. (KOR) - Компания: JYP Entertainment - Формат: CD, дигитално разпространение                                                                                      | 1                           | —                           | —                           | 13                          | 80                          | 4                           | 2                           | 2                           | - KOR: 332 580 - JPN: 9127              | - KMCA: Платинен |
| I Won't Let You Go                                                                | - Издаден: 30 януари 2019 г. (JPN) - Компания: Epic, Sony Music Japan - Формат: CD, дигитално разпространение                                                                               | —                           | —                           | —                           | 1                           | 1                           | —                           | —                           | 12                          | - JPN: 61 040                           |                  |
| Spinning Top                                                                      | - Издаден: 20 май 2019 г. (KOR) - Компания: JYP Entertainment - Формат: CD, дигитално разпространение                                                                                       | 1                           | —                           | —                           | 13                          | —                           | —                           | 9                           | 5                           | - KOR: 314 449 - JPN: 3448 - US: 1000   | - KMCA: Платинен |
| Love Loop                                                                         | - Издаден: 31 юли 2019 г. (JPN) - Преиздаден (Love Loop ~Sing for U Special Edition~): 18 декември 2019 г. (JPN) - Компания: Epic, Sony Music Japan - Формат: CD, дигитално разпространение | —                           | —                           | —                           | 2                           | —                           | —                           | —                           | 15                          | - JPN: 46 877                           |                  |
| Call My Name                                                                      | - Издаден: 4 ноември 2019 г. (KOR) - Компания: JYP Entertainment - Формат: CD, дигитално разпространение, стрийминг                                                                         | 1                           | —                           | —                           | 16                          | —                           | —                           | 8                           | 5                           | - KOR: 302,249 - JPN: 5,031 - US: 1,000 | - KMCA: Платинен |
| „—“ обозначава албуми, които не са се класирали или не са достъпни в този регион. | |                             |                             |                             |                             |                             |                             |                             |                             |                                         |                  |

## Видеография

### Драми
- Dream Knight (2015 г.) – фентъзи и романтична уеб драма, публикувана от JYP Entertainment и Youku Tudou, с участието на всички членове на Got7. Излъчва се в периода между 27 януари и 5 март 2015 г. и съдържа 12 епизода, всеки от които по 12 – 15 минути.[150] Сюжетът разказва за осиротяла и тормозена от съучениците си гимназистка, Джу Инхьонг (ролята изпълнява актрисата Сонг Хаюн), която страда от смъртоносна болест. Нейният мрачен и самотен живот става поносим, когато се сприятелява с група тайнствени момчета, изиграни от членовете на Got7, които ѝ предлагат своята подкрепа, любов и приятелство. Това, което Инхьонг не знае обаче, е, че тези „рицари“ притежават магически сили, а мисията им е да я защитават и да се грижат за нея – или поне докато едно неочаквано разкритие не постави верността им под въпрос.[151] В сериала участват и певицата Мин от групата Miss A, комедиантът Лий Гукджу, Чансунг от 2PM, Пак Джимин (15&), актьорът Чой Ушик както и изпълнителният директор на JYP Entertainment, Пак Джинйонг.[152] На 15 септември Dream Knight излиза и в Netflix с английски, корейски, китайски и испански субтитри.

### Уеб поредици
| Година | Заглавие                         | Онлайн платформа | Източник |
| ------ | -------------------------------- | ---------------- | -------- |
| 2014   | I GOT7                           |                  |          |
| 2014   | GOT7 now                         |                  |          |
| 2014   | Real GOT7                        | YouTube шоу      |          |
| 2014   | Real GOT7 season 2               | YouTube шоу      |          |
| 2015   | Real GOT7 season 3               | YouTube шоу      |          |
| 2016   | GOT7ing                          | V Live           | [ 153 ]  |
| 2016   | GOT2DAY                          | YouTube шоу      |          |
| 2016   | GOT2DAY 2016                     | YouTube шоу      |          |
| 2016   | GOT7's Hard Carry                | Mnet             | [ 154 ]  |
| 2017   | GOT7ing+                         | V Live CH+       |          |
| 2017   | GOT7 Jackson Show                | V Live CH+       |          |
| 2017   | Real GOT7 season 4               | V Live           |          |
| 2017   | GOT7ing+: 7 for 7                | V Live CH+       |          |
| 2017   | IDOLity: GOT7's TMI Lab          | Mnet             |          |
| 2017   | GOT7 X Happiness Train           | V Live           |          |
| 2018   | GOT7 Working EAT Holiday in Jeju | V Live           |          |
| 2018   | GOT7 X LieV                      | V Live           |          |
| 2018   | GOT7's Hard Carry 2              | Mnet             |          |
| 2019   | GOT7's Real Thai                 | XtvN             |          |
| 2019   | GOT2DAY 2019                     | YouTube шоу      |          |
| 2019   | GOT7's Hard Carry 2.5            | Mnet             | [ 155 ]  |

## Турнета
- 1st Showcase „IMPACT IN JAPAN“ (2014 г.)
- 1st Japan Tour „AROUND THE WORLD“ (2014 г.)
- Asia Tour Showcase (2015 г.)
- 1st Fanmeeting Tour (2015 г.)
- Japan Tour „MORIAGATTEYO“ (2016 г.)
- „FLY“ 1st World Tour (2016 г.)
- Flight Log: Turbulence Fanmeet Tour (2016 – 2017 г.)
- Global Fanmeeting (2017 г.)
- Japan Showcase Tour „MEET ME“ (2017 г.)
- Thailand Tour „NESTIVAL“ (2017 г.)
- Arena Special „MY SWAGGER“ (2017 г.)
- Japan Tour „TURN UP“ (2017 г.)
- Global Fanmeeting in Hong Kong (2017 г.)
- „EYES ON YOU“ World Tour (2018 г.)
- Japan Connecting Hall Tour „THE NEW ERA“ (2018 г.)
- Thailand Tour „NESTIVAL“ (2018 г.)
- Japan Arena Special Tour „ROAD 2 U“ (2018 – 2019 г.)
- Fanfest „SEVEN SECRETS“ (2019 г.)
- Japan Tour „OUR LOOP“ (2019 г.)
- „KEEP SPINNING“ World Tour (2019 – 2020 г.)